# 斯威特格姆 (喬治亞州)
斯威特格姆（英語：Sweet Gum）是位於美國喬治亞州范寧縣的一個非建制地區。該地的面積和人口皆未知。

## 地理
斯威特格姆的座標為34°58′52″N 84°12′03″W / 34.98111°N 84.20083°W，而該地的平均海拔高度為516米（即1693英尺）。